# 마스턴 무어 전투

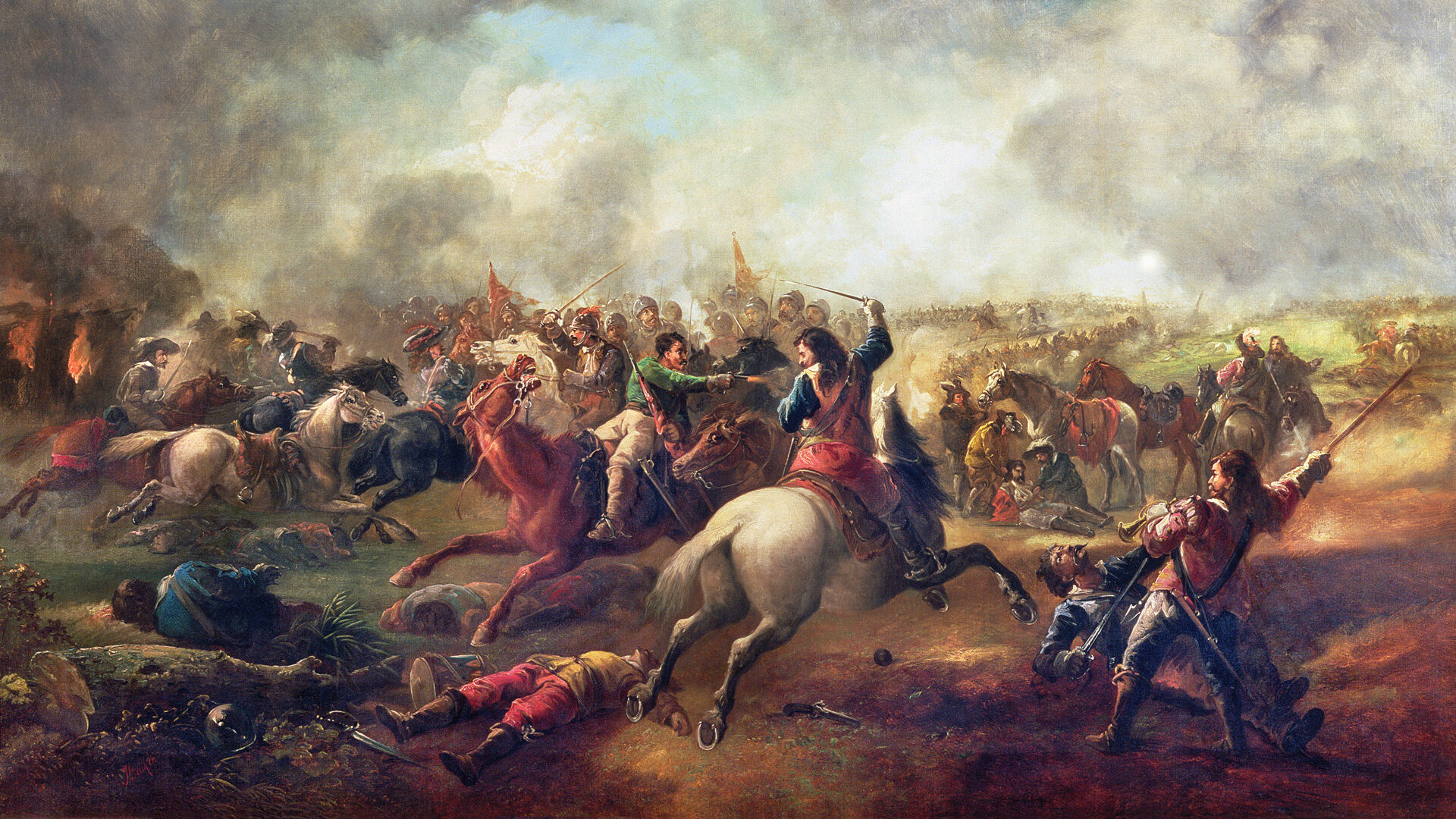

마스턴 무어 전투(Battle of Marston Moor)는 1639년부터 1653년까지 삼왕국 전쟁 중인 1644년 7월 2일에 벌어졌다. 레벤 백작은 라인 공자 루퍼트와 뉴캐슬 후작이 지휘하는 왕정주의자들을 물리쳤다.
1644년 여름, 서약파와 국회의원들은 뉴캐슬 후작이 방어하던 요크를 포위하고 있었다. 루퍼트는 영국 북서부를 행진하는 군대를 모아 도중에 지원군과 신병을 모으고 페나인 산맥을 건너 도시를 구호했다. 이 군대의 수렴으로 인해 이어지는 전투는 내전 중 가장 큰 전쟁이되었다.
7월 1일, 루퍼트는 도시를 구제하기 위해 서약자들과 국회의원들을 압도했다. 다음날 그는 수적으로 열세임에도 불구하고 그들과 전투를 벌였다. 그는 즉시 공격을 단념했고 낮 동안 양측은 요크 서쪽의 넓은 야생 초원인 마스턴 무어에 전력을 모았다. 저녁이 되자 언약도와 원두당은 기습 공격을 시작했다. 2시간 동안 지속된 혼란스러운 전투 끝에 올리버 크롬웰(Oliver Cromwell) 휘하의 의회 기병대는 왕당파 기병대를 야전에서 패주시켰고, 레벤의 보병과 함께 남은 왕당파 보병들을 전멸시켰다.
패배 후 왕당파는 북잉글랜드를 사실상 버렸고, 잉글랜드 북부 카운티(동정적으로 왕족주의가 강함)에서 많은 인력을 잃었으며 북해 연안의 항구를 통해 유럽 대륙으로의 접근도 잃었다. 그들은 그해 후반 남잉글랜드에서 승리를 거두며 재산을 부분적으로 되찾았지만, 북부를 잃은 것은 다음 해에 몬트로스 후작 휘하의 스코틀랜드 왕당파와 연결하려 했으나 실패하면서 치명적인 핸디캡이 되었음을 증명하는 것이었다.